# Arvida (Vorname)
Arvida ist ein weiblicher Vorname mit nordischer Herkunft. Es ist die weibliche Variante des Vornamens Arvid.
Der Name bedeutet übersetzt „Adler auf dem Baum“, „Adler im Sturm“ und „starker Adler“. Er ergibt sich aus den altnordischen Wortbestandteilen „arn“ für Adler und „vidh“ für Wald. In Deutschland ist der Name eher selten.

## Bekannte Namensträgerinnen
- Arvida Byström (* 1991), schwedisches Model